# 高橋哲哉 (遊戲製作人)
高橋哲哉（1966年11月18日— ）是日本的游戏制作人。来自静冈县。现在是Monolith Soft董事。
过去曾经在史克威爾工作，参与了《最终幻想V》、《最终幻想VI》、《时空之轮》的制作。他最有名的工作是在《异度装甲》、异度传说系列以及《異度神劍》中担任监督。他的妻子是嵯峨空哉，曾经和他一起在史克威爾工作。他是Monolith Soft的创始人之一。

## 经历
学生时代，遇到了日本Falcom的PC游戏《迷城的国度 - Dragon Slayer II》，对游戏业界产生了兴趣，1988年进入日本Falcom公司。作为游戏设计师开始工作。
在《STAR TRADER》和《英雄传说》两部游戏担任美术设计师。当时，后来在《异度装甲》《异度传说》担任角色設計的田中久仁彦也一起担任着角色设计。之后在《恐龙》也担任了两名角色的角色设计。
之后在1990年，跳槽到了史克威爾。在《最终幻想IV》《最终幻想V》《最终幻想VI》担任了美术设计。在其他参加制作的游戏里，也主要以美术设计为主。之后，妻子嵯峨空哉也在史克威尔主要担任美术设计。
1995年的时候，高桥也参加了《最终幻想VII》项目的提案讨论，提出的提案虽然没有被采用，但当时的副社长坂口博信给了好评，建议他要不要试试做成其他系列。之后离开《最终幻想VII》的队伍，加入以《时空之轮2》的小组（旧称圣剑班，后来的第三开发事业部，主要由本应制做《时空之轮》续篇的小组。不过旧《圣剑》班多数与旧《沙加》班一起参加了《沙加开拓者》小组。参见《穿越时空》）改组为的《异度装甲》小组，第一次担任导演、脚本，成为总指挥。
《异度装甲》制作完成后，制作续篇的愿望没有得到史克威爾的认同（本来《异度装甲》如果卖到百万份的话就会获得认可，差一点而没有达到），次年1999年退出了史克威尔。同年10月份接受了南梦宫的投资，与杉浦博英和本根康之等共同成立并加入了子公司Monolith Soft。
在Monolith Soft担任导演、总指挥、脚本制作了《异度传说 一章 权力意志》。2003年5月在新体制下退出一线，变动到董事的位置。为了培养新手制作人，从《异度传说二部曲》开始，导演之外交给了新井考，剧情交给米坂典彦，只是参与原案，监督，修改初期原稿，在《异度传说三部曲》参与写作等，处于只是引导的位置上。
在《灵光守护者》初次担任了制作人。另外在《異度神劍》则是从《异度传说 一章》以来，8年久违地担任了总监督。
2010年6月成了两个孩子的父亲，这在《异度之刃》的采访里他明确提到了。兴趣是读书（主要是SF小说）和电影欣赏。喜欢的SF作家是神林长平。

## 关联作品
- 異域神兵：總監（1998年）
- 異域傳說
- 異度神劍：總監（2010年）
- 異域神劍X：總監（2015年）
- 异度神剑2
- 異度神劍3